# One (cantante)
Jung Jae-won (hangul: 정제원; nacido el 29 de marzo de 1994- en Seúl, Corea del Sur), conocido como One (hangul: 원), es un rapero, cantante, compositor y actor surcoreano.

## Carrera
Debutó en 2015 como miembro del dúo de hip-hop 1Punch con Kim Samuel, pero más tarde se mudó a YG Entertainment de D-Business Entertainment después de la disolución del grupo en septiembre de ese año. 
También es conocido por sus apariciones en la cuarta y quinta temporada de Show Me the Money.
Participó en el M/V de Lee Hi, My star y Hit Me de MOBB

## Filmografía

### Series de televisión
| Año         | Título                     | Personaje         | Notas                     |
| ----------- | -------------------------- | ----------------- | ------------------------- |
| 2019 - 2020 | Ghost VRos                 | Jin Sung-jae      | 8 episodios - (serie web) |
| 2019        | Arthdal Chronicles         | Ta-gon (de joven) |                           |
| 2019        | Her Private Life           | Cha Si-an         | [ 2 ]                     |
| 2019        | Ghost Vros (고스트 브로스) | Jin Sung-jae      | (serie web)               |
| 2018        | Room No. 9                 | Ki Chan-sung      |                           |
| 2018        | Drama Stage – Anthology    | Song Jin-hyun     |                           |
| 2017        | A Korean Odyssey           | Hong Hae-ah       | 20 episodios              |

### Películas
| Año  | Título         | Personaje | Notas |
| ---- | -------------- | --------- | ----- |
| 2019 | Goodbye Summer | Hyun Jae  |       |

### Aparición en programas de variedades
| Año             | Título                                         | Notas       |
| --------------- | ---------------------------------------------- | ----------- |
| 2020 - presente | Shall We Write Love? The Romance (The Romance) | miembro     |
| 2018            | Heart Signal Season 2                          | panelista   |
| 2016            | Show Me the Money 5                            | concursante |
| 2015            | Show Me the Money 4                            | concursante |